# بال‌پرنده‌ای کونیفرا
بال‌پرنده‌ای کونیفرا (نام علمی: Troides cuneifera) نام یک گونه از تیره پروانه‌های دم‌چلچله‌ای است.